# Grace Olive Wiley
Grace Olive Wiley (1883 - 20 de julio de 1948) fue una herpetóloga estadounidense, conocida por su trabajo sobre las serpientes venenosas. Falleció por una mordedura de serpiente que recibió mientras posaba para un fotógrafo.

## Juventud y comienzo de carrera
Grace Olive Wiley nació en Chanute, Kansas, en 1883. Después de graduarse en entomología, trabajó como entomóloga en la Universidad de Kansas pero desde mediados de la treintena, comenzó a coleccionar y observar crótalos efectuando trabajos sobre el terreno en el suroeste de Estados Unidos. Algunos años después, se convirtió en la primera persona conocida en criar crótalos en cautividad. En 1923, fue nombrada conservadora de la Biblioteca Pública de Minneapolis, que poseía una vasta colección de reptiles y anfibios vivos en su museo de historia natural (hoy desaparecido).

## Métodos y controversia
Trabajando en Minneapolis, Wiley fue muy publicitada, apareciendo incluso en reconocidas publicaciones nacionales como Time y Life. En aquellos tiempos era muy poco común que una mujer fuera conservadora de reptiles y Wiley adquirió reputación de «mujer sin miedo». Aprovechando su fama, Wiley se esforzó por cambiar la percepción negativa del público sobre las serpientes, afirmando: «el miedo a las serpientes se cultiva. No nacemos con él. Los niños aman las serpientes tan naturalmente como aman los perros y los gatos. No tengas miedo de la lengua de un reptil. El único animal que puede lastimarte con su lengua es el demonio».
Wiley argumentaba incluso que las serpientes venenosas eran inofensivas si eran tratadas correctamente. Alardeaba de haber domesticado más de 300 serpientes venenosas durante su vida, manipulando regularmente serpientes de cascabel, cobras, serpientes cabeza de cobre y mambas con las manos desnudas, evitando el uso de todo instrumento especial como ganchos o pinzas de serpiente. Dejaba igualmente las jaulas de las serpientes abiertas durante largos periodos, permitiendo que especies venenosas se arrastraran por su espacio de trabajo.
Aunque Wiley no recibió ninguna mordedura de serpiente grave durante su estancia en la biblioteca de Minneapolis, sus costumbres la llevaron progresivamente a entrar en conflicto con muchos de sus colegas, que temían por su seguridad y la suya propia. Después de una serie de disputas, Wiley finalmente fue presionada hasta acabar abandonando la biblioteca de Minneapolis en 1933. Wiley encontró rápidamente un nuevo trabajo como conservadora de reptiles en el Zoo de Brookfield, que había abierto sus puertas en los suburbios del oeste de Chicago en 1934, aportando con ella la colección de 236 reptiles y anfibios de la biblioteca. Por desgracia, sus métodos de manipulación de serpientes poco rigurosos, tampoco fueron apreciados por los miembros del personal del zoo y, después de haber permitido que 19 serpientes escaparan de sus jaulas en 1935, fue despedida por el director del zoo, Robert Bean.

## Años californianos
Después de haber abandonado el zoo de Brookfield, Wiley se mudó a California donde se convirtió en entrenadora de serpientes y consultora sobre reptiles para películas de Hollywood como Noches birmanas, El Libro de la selva y la serie de Tarzán. También gestionaba un zoo de reptiles en Cypress donde cobraba 25 centavos para que los visitantes  vieran su gran colección personal, y a veces, sostener o fotografiarse con alguno de los ejemplares. En 1944 intentó convertirlo en un zoo oficial, más grande y profesional, pero necesitaba la colaboración del municipio, que se negó.
El 20 de julio de 1948, Wiley invitó al periodista Daniel P. Mannix a fotografiar su colección. Mientras posaba con una cobra india, una especie venenosa, el flash de la cámara del fotógrafo asustó a la serpiente que se abalanzó sobre ella. Trató de contenerla, pero resultó mordida. Su único frasco de antídoto contra veneno de cobra (del Instituto Haffkine) se rompió accidentalmente al manipularlo tras el incidente y entonces pidió ser llevada al hospital, el cual solo tenía en stock sueros antivenenosos para serpientes autóctonas, de América del Norte. Wiley fue declarada muerta menos de dos horas después de haber sido mordida. Aunque familiares y amigos intentaron conservar su colección, finalmente fue subastada, y la serpiente que mató a Wiley acabó exhibida en una atracción de carretera de Arizona.
Poco antes de su muerte, en 1947, la historia de la vida de Wiley había sido adaptada en un cómic (True Stories nº 58).

## Posteridad
Wiley describió la Rheumatobates hungerfordi, una especie de Gerridae. La especie de insecto Cenocorixa wileyae así como la especie de reptil Anolis cristatellus wileyae fueron nombradas en su honor. En 2006, la ciudad de Long Beach inauguró el jardín público Grace Park, nombrado en homenaje a Grace Olive Wiley.

## Publicaciones
- Life History Notes on Two Species of Saldidae (Hemiptera) Found in Kansas. The Kansas University Science Bulletin. Octubre de 1922. Vol. XIV. No 9. pp 301–311.
- A new species of Rheumatobates from Texas (Heteroptera, Gerridae). The Canadian Entomologist. Septiembre de 1923. Vol. 55. No 9. pp 202–205.
- [https://news.google.com/newspapers?nid=1368&dat=19290922&id=s1tQAAAAIBAJ&sjid=CQ8EAAAAIBAJ&pg=4388,3991691 (enlace roto disponible en Internet Archive; véase el historial, la primera versión y la última). Surprising new facts about snakes learned by making pets of Rattlers], The Milwaukee Sentinel, 22 de septiembre de 1929.